# 黑刃蛇鯖
黑刃蛇鯖（学名：Gempylus serpens），又名黑刃魣，为帶鰆科蛇鯖屬下的一个种。分布於全球熱帶及亞熱帶海域，棲息深度可達600公尺，本魚體細長而側扁，口大具利齒，體色深褐色，魚鰭黑色，背鰭硬棘27-33枚，背鰭軟條10-14枚，臀鰭硬棘3枚，臀鰭軟條10-12枚，脊椎骨48-55個，體長可達100公分，為外洋性魚類，成魚會做垂直性遷徙，屬肉食性，以魚類、甲殼類、頭足類為食，可做為食用魚及餌魚。

## 擴展閱讀
維基物種上的相關：黑刃蛇鯖